# Сан-Педро-Сула
Сан-Пе́дро-Су́ла (исп. San Pedro Sula) — второй по величине город Гондураса после Тегусигальпы.
Административный центр департамента Кортес и одноимённого муниципалитета.
Название города переводится как «долина святого Петра».
Город Сан-Педро-Сула считается самым опасным населенным пунктом на Земле: на каждые 100 тысяч населения там приходится 171 убийство в год. Самым безопасным районом считается Центральный (The Ring), а самым опасным — Рио Бланко (Rio Blanco).

## Географическое положение
Расположен на северо-западе страны, в долине Сула, в 60 км от берега Карибского моря.

## История
Город основан Педро де Альварадо 27 июня 1536 года под названием Вилья-де-Сан-Педро-де-Пуэрто-Кабальос, около города Чолома. В долине Сулы в это время было 18 городов, населённых индейцами. Территория была покрыта болотами и тропическими лесами. В XVIII веке город получил название Сан-Педро-Сула.
В течение нескольких первых лет своей истории Сан-Педро-Сула был монетным двором Испании, где отливались слитки золота. Город в это время производил пятую часть всего золота Испании. В 1550-е годы монетный двор был перемещён в Грасьяс-а-Дьос, затем в Комаягуа. Французские, английские и голландские пираты многократно подвергали город разграблению, в результате чего испанцы вынуждены были переместить его на современное место, дальше от моря. Это привело к быстрому упадку города, удалённого от торговых путей и от районов с благоприятным климатом. В 1890-е годы его население составляло около 10 тысяч жителей. Бурное развитие началось в 1920-е годы, когда вокруг города начали появляться банановые плантации. Строительство железной дороги привело к индустриализации города.
Сан-Педро-Сула официально получил права города 8 октября 1902 года.

## Достопримечательности
Все достопримечательности Сан-Педро-Сула находятся в центральном районе. 
Поскольку название города переводится как «долина святого Петра» (покровитель города), то в честь его в этом городе построен собор. 
Ещё в Сан-Педро-Сула есть красивая администрация и музей антропологии.

## Население
По данным на 2013 год численность населения составляет 712 124 человека.
Динамика численности населения города по годам:
| 1974    | 1988    | 2001    | 2013    |
| ------- | ------- | ------- | ------- |
| 150 991 | 287 390 | 437 798 | 712 124 |

## Экономика
В городе в основном развита лёгкая и пищевая промышленность. Сан-Педро-Сула является важным транспортным центром.

## Спорт
В городе базируется сборная Гондураса по футболу.

## В культуре
Епископом города Сан-Педро-Сула являлся до своего назначения в Римскую курию на пост главы Конгрегации по делам духовенства герой сериала "Молодой Папа" кардинал Дюсоле.